# Perdita xanthochroa
Perdita xanthochroa là một loài Hymenoptera trong họ Andrenidae. Loài này được Timberlake mô tả khoa học năm 1960.